# تحلیلی از مناسک حج
حج(و یا تحلیلی از مناسک حج) کتابی‌ست اثر علی شریعتی، نویسنده و جامعه‌شناس در رابطه با حج و مناسک آن.
نویسنده در این کتاب با زبانی ادبی و گاه مسجع به تحلیل یک یک مراحل و فرایض حج می‌پردازد. از طواف گرفته تا سعی از صفا تا مروه، وقوف در عرفات و مشعر و منی نا رمی جمرات و... را همگی، نویسنده تحلیل کرده‌است. به قول نویسنده حج نمایشی است سمبولیک از اسلام.
نویسنده در ابتدای کتاب می‌نویسد:
حج در یک نگرش کلی، سیر وجودی انسان است به سوی خدا نمایشی رمزی که فلسفه خلقت بنی‌آدم است و تجسم عینی آنچه در این فلسفه مطرح است. دریک کلمه حج”شبیه(نمایش)آفرینش“ است. و در همان حال ”شبیه تاریخ“ و در همان حال ”شبیه توحید“ و در همان حال ”شبیه مکتب“ و در همان حال ”شبیه امت“ (جامعه اعتقادی، جامعه نمونه‌ای که اسلام می‌خواهد در میام انسان‌ها بنا کند. و... بالاخره، حج نمایشی رمزی است از ”آفرینش انسان“ و نیز از ”مکتب اسلام“ که در آن کارگردان خداست. و زبان نمایش، حرکت و شخصیت‌های اصلی، آدم، ابراهیم، هاجر و ابلیس و صحنه‌ها، منطقه‌های حرم و مسجدالحرام، مسعی، عرفات و مشعر و منی و سمبل‌ها: کعبه و صفا و مروه و روز و شب و غروب و طلوع و بت و قربانی و جامه و آرایش و حلق و تقصیر...
و نمایش گردان؟
فقط یک تن، تو إ...